# Sparvöga
«Sparvöga» es un sencillo de 1989 de la cantante sueca Marie Fredriksson, conocida internacionalmente por el dúo Roxette. Originalmente el sencillo no formaba parte de ningún álbum, sino que fue escrito para la serie de televisión Sparvöga, que a su vez estaba basada en el libro homónimo de Ann-Charlotte Alverfors. El sencillo fue publicado en marzo de 1989, y al mes siguiente llegó al número seis en las listas suecas. Como tal, fue el mayor logro de Fredriksson hasta la edición de "Där du andas" en 2008, que llegó al número uno.
La palabra sueca "sparvöga" significa literalmente "ojo de gorrión", pero se usa de forma figurada para describir unos rasgos de los ojos.

## Lista de cortes
1. «Sparvöga»
2. «Sparvöga» (instrumental)